# Joan de Margarit i de Biure
Joan de Margarit de Biure (Barcelona, 24 de gener de 1629 – 5 d’abril de 1701, Codalet?) va ser el primer comte de Montagut, fill del governador de Catalunya Josep de Margarit i de Biure.
Juntament amb els seus germans Gaspar i Vicenç, es trasllada a París a inicis del 1642, on s'instruirà sota la protecció del cronista Magí Sivillà.
Amb només setze anys (1645) escriu el panegíric Retórico epitome latino i castellano. En quatro libres, aumento con diferentes exemples de insignes Oradores, en ambos Idiomes, i util a todos los estados. Sacado a luz por D. Juan De Margarit i de Biure, dedicat al seu pare, que exercia les funcions de Governador de Catalunya.
El 1645 és escollit abat de Cardona, però no se’n pot testimoniar la presència a Catalunya. A dinou anys, s'ordena que s'instrueixi a l’Acadèmia Reial de París per a l’exercici de les armes.Joan encara s'hi troba documentat a finals de 1651, exercint funcions diplomàtiques.
L’11 de febrer de 1675 firma capítols matrimonials amb Rafaela de Negrell de Bas. El 10 de febrer de 1686 firma una concòrdia amb el seu germà Jaume, que havia estat designat hereu universal de l’herència de Josep de Margarit i de Biure. Pocs dies abans (30 de gener), havien firmat una altra concòrdia segons les quals es comprometien a ajudar-se en cas de veure les seves rendes disminuïdes per motius polítics.
El 20 de juliol de 1696 dicta testament; segons Manel Güell, és possible que s'hi veiés empès per la imminent participació en el setge de Barcelona, en el marc de la Guerra dels Nou Anys.
El 24 de gener del 1701, culmina un llarg reguitzell d’operacions econòmiques per obtenir el comtat de Montagut. Joan no el gaudí gaire temps, ja que morirà tretze setmanes més tard, el 5 d’abril, possiblement a Codalet, on residia.